# Suzuki Daisetsu Teitarō
Suzuki Daisetsu Teitarō (鈴木大拙貞太郎 (Linh Mộc Đại Chuyết Trinh Thái Lang) 1870-1966), còn được biết đến với tên Suzuki Teitaro Daisetz, là một học giả lừng danh người Nhật, người đã góp công rất nhiều trong việc truyền bá Thiền tông sang Tây phương. Ông viết rất nhiều sách về thiền và nổi danh nhất có lẽ là bộ Thiền luận (Essays in Zen-Buddhism), gồm ba quyển. Ngoài ra, ông còn viết những tác phẩm quan trọng như Nghiên cứu kinh Lăng-già (Studies in the Laṅkāvatāra-Sūtra), Thiền và phân tâm học (Zen-Buddhism and Psychoanalysis).

## Cuộc đời và hoạt động

### Thời thơ ấu
Ông sinh trong một gia đình võ sĩ đạo (samurai), trong một thời kì Nhật bắt đầu tiếp xúc với nền văn hoá Tây phương. Cha mất sớm, ông sống cực khổ và chính cái khổ này đã thúc đẩy ông học hỏi nhiều để được dạy trong một trường phổ thông kiếm tiền nuôi mẹ.

### Hoạt động và hưởng thọ
Sau khi mẹ qua đời, ông đến Tōkyō (Đông Kinh), sau lại đến Kamakura (Liêm Thương) tu học với một vị Thiền sư danh tiếng đương thời là Thích Tông Diễn (zh. 釋宗演, ja. shaku sōen, cũng được gọi là Hồng Nhạc Tông Diễn 洪嶽宗演, ja. kōgaku sōen) tại Thiền viện Viên Giác (zh. 圓覺, ja. engaku-ji). Tông Diễn sớm nhận ra tài năng của ông và cho phép đi cùng đến tham dự Hội nghị tôn giáo thế giới (World's Parliament of Religions) tại Chicago năm 1893. Tại hội nghị, người Tây phương lần đầu tiên nghe được chút đỉnh về danh từ "Thiền". 
Sau hội nghị, ông ở lại Mỹ hơn mười năm để nghiên cứu, phiên dịch các tác phẩm triết học Đông phương sang Anh ngữ, với sự giúp đỡ của Eduard Hegeler, một nhà triệu phú kiêm xuất bản, người gốc Cộng hoà Liên bang Đức (Bremen). Trong thời gian này, ông bắt đầu học tiếng Phạn và hoàn tất tác phẩm quan trọng đầu tiên là Nghiên cứu về Đại thừa Phật giáo (Studies in Mahāyāna-Buddhism). Hegeler cũng gửi ông sang Paris để sao lại những tác phẩm quý giá được lưu trữ tại đây. Trước khi về Nhật, ông còn sang Anh và ở đó phiên dịch các tác phẩm của Swedenborg sang tiếng Nhật.
Năm 1908, ông trở về Nhật và 1910 lại qua châu Âu. Ông lập gia đình với Beatrice Lane (1911), một nữ Thông thiên học (theosophy) xuất xứ từ New York người đã tận lực giúp đỡ ông trong việc biên tập, phiên dịch cho đến giờ phút cuối của bà (1938). Sau, ông đảm nhận nhiều trách nhiệm như giảng dạy tại các đại học Nhật, biên soạn sách vở và đi đây đó thuyết trình Thiền học. Sự ra đời của bộ Thiền luận ba quyển của ông được ví như sự tái sinh của Thiền tông và Thiền lần đầu được trình bày, giảng giải, đưa đến châu Âu, Mĩ dưới dạng tuyệt vời nhất, thích hợp nhất. Năm 1957, ông cùng với hai nhà phân tâm học là Erich Fromm và Richard de Martino đã cho ra một quyển sách rất quan trọng là Thiền và phân tâm học và trong sách này, hai nhà phân tâm học đã xác định được sự liên hệ mật thiết giữa Thiền và Tâm lý học.
Như giáo sư W. Gundert nói,
Suzuki đã thực hiện được những gì mà Tông Diễn mong muốn khi ông đặt tên cho người học trò yêu quý của mình trước khi từ giã: Đại Chuyết (zh. 大拙), nghĩa là 'sự vụng về lớn". Nhưng người ta cũng có thể hiểu "vụng về" ở đây như trong ngạn ngữ Trung Quốc "Nghệ thuật cao siêu phớt nhìn thì trông như vụng về" (đại xảo nhược chuyết 大巧若拙 Lưu trữ ngày 27 tháng 9 năm 2007 tại Wayback Machine, ja. dai-kō wa dai-setsu no gotoshi).
Ông chẳng phải là một Tỉ-khâu chính thức, chỉ là một Sa-di nhưng con đường đời kinh nghiệm, học thức uyên bác đã giúp ông trở thành một nhà thuyết giảng độc nhất vô nhị của Thiền Ấn Độ, Trung Quốc, Nhật Bản cho thế giới hiện đại. Không ít người trong giới Thiền tại Nhật đã lắc đầu e ngại vì những lời giảng tỉ mỉ của ông mà người ta cho là quá liều lĩnh, táo bạo cho một tông phái đặc biệt đề cao đến việc "Bất lập văn tự", "Bất khả thuyết". Ngay chính ông cũng thú nhận rằng, việc làm này của mình là "một tội lỗi lớn" của cuộc đời. Dù sao đi nữa, Thiền học nhờ ông được lan tràn khắp năm châu, ngày càng được nhiều người chú trọng và người ta có thể cảm nhận được ảnh hưởng này của ông đến ngày nay. Ông mất ngày 12 tháng 7 năm 1966 tại Tōkyō, sau một cơn bệnh nhẹ, thọ 96 tuổi.

## Tác phẩm
Các tác phẩm quan trọng của ông (lược):
1. Essays in Zen Buddhism (Thiền luận), First-Third Series, London 1950/1953;
2. Studies in the Lankavatara Sutra (Nghiên cứu kinh Lăng-già), London 1930;
3. Introduction to Zen Buddhism (Thiền pháp nhập môn), Kyoto 1931;
4. The Zen Doctrine of No-Mind (Giáo lý vô niệm), London 1949;
5. Living by Zen (Thiền sinh hoạt), London 1950;
6. Zen-Buddhism and Psychoanalysis (Thiền và Phân tâm học);
7. The Essence of Buddhism (Cốt tuỷ của đạo Phật), London 1947;
8. Zen and Japanese Culture (Thiền và văn hoá Nhật), Kyoto 1958;
9. Studies in Zen (Thiền bách đề), London 1955.